# گریون‌هرست، بدفورشر
گریون‌هرست (به انگلیسی: Gravenhurst) یک روستا و محله مدنی در بریتانیا است که در Central Bedfordshire واقع شده‌است. گریون‌هرست ۵۹۵ نفر جمعیت دارد.